# Sticky Fingers
Sticky Fingers er et album fra The Rolling Stones, som blev udgivet i 1971. Det er bemærkelsesværdigt, da det er bandets første udgivelse fra deres nyligt oprettet pladeselskab Rolling Stones Records, efter at have haft kontrakt med Decca Records siden 1963 i England og London Records i USA. Det var også Mick Taylors første hele optræden på et Rolling Stones album.

## Indspilning og Udgivelse
Selvom indspilningen til Sticky Fingers begyndte tidligt i marts 1970, havde de allerede optaget på Muscle Shoals Studios, Alabama, i december 1969, og "Sister Morphine", optaget under Let It Bleed indspilningerne tidligt i marts, ville komme på dette album. 
Mange af indspilningerne til Sticky Fingers blev optaget i Rolling Stones Mobile Studio i Stargroves  under sommeren og efteråret i 1970.
Tidligere versioner af sange der ville komme på Exile On Main St. blev også optaget under disse indspilninger. 
Med enden på deres Decca/ London kontrakt blev The Rolling Stones frie til, at udgive deres album som de ville.
Men deres, snart forhenværende, manager Allen Klein (der havde overtaget tøjlerne fra Andrew Loog Oldham så Oldham kunne koncentrere sig om bandet) gav bandet en ubehagelig overraskede da de – til deres store fortrydelse – havde underskrevet en kontrakt der gav Klein, og ABKCO, rettighederne til deres sange fra 1960erne. Derfor er alt deres materiale fra 1963 Come On til Get Yer Ya-ya's Out blev udgivet af ABKCO. Bandet var i årtier ophidset over Klein, grundet denne svindel. 
Da Decca informerede The Rolling Stones om, at de skyldte en single mere, tilføjede de frækt nummeret "Cocksucker Blues", der var garanteret for at blive afvist. I stedet valgte Decca det to år gamle "Street Fighting Man", fra albummet Beggars Banquet. Allen Klein havde rettighederne – sammen med The Rolling Stones – til "Brown Sugar" og "Wild Horses".
De sidste finesser og afpudsninger af albummet blev lavet i januar 1970, og den første single "Brown Sugar", udgivet i marts, fik en første plads i USA, og en anden plads i England. 
Udgivet i april fra deres nye pladeselskab Rolling Stones Label, blev Sticky Fingers hurtigt et nummer et verden over. "Wild Horses", coveret af Keith Richards ven Gram Parsons, var den anden single, kun i USA, og der kom den kun på en top 30. 
Mick Taylor skulle angiveligvis været med til at skrive både "Sway" og "Moonlight Mile", men blev aldrig krediteret for det.

## Spor
- Alle sangene er skrevet af Mick Jagger and Keith Richards udtaget hvor andet er påført.

1. "Brown Sugar" – 3:50 
  -  Med Bobby Keys på saxofon og Ian Stewart på klaver.
2. "Sway" – 3:52 
  -  Strygerarrangement af Paul Buckmaster. Med Nicky Hopkins på klaver.
3. "Wild Horses" – 5:44 
  -  Med Jim Dickinson på klaver.
4. "Can't You Hear Me Knocking" – 7:15 
  -  Med Billy Preston på orgel, Bobby Keys på saxofon, Rocky Dijon på conga og perkussion spillet af Jimmy Miller.
5. "You Gotta Move" (Fred McDowell/Rev. Gary Davis) – 2:34
6. "Bitch" – 3:37 
  -  Med Bobby Keys på saxofon, Jim Price på trompet og på perkussion Jimmy Miller.
7. "I Got the Blues" – 3:54 
  -  Med Bobby Keys på saxofon, Jim Price på trompet and Billy Preston på orgel.
8. "Sister Morphine" (Mick Jagger/ Keith Richards/ Marianne Faithfull) – 5:34 
  -  Med Ry Cooder på guitar og Jack Nitzche på klaver.
9. "Dead Flowers" – 4:05 
  -  Med Ian Stewart på klaver.
10. "Moonlight Mile" – 5:56 
  - Strygerarrangement af Paul Buckmaster. Jim Price på klaver.''

## Musikere
- Mick Jagger – Sang, Akustisk guitar, Kor, Guitar, Perkussion
- Keith Richards – Kor, Elektriske guitar, Akustisk guitar, Sang, Guitar
- Mick Taylor – Elektriske guitar, Guitar, Akustisk guitar, Slide guitar
- Charlie Watts – Trommer
- Bill Wyman – Bass, Elektrisk piano
- Paul Buckmaster – Strygerarrangementer
- Ry Cooder – Slide guitar
- Jim Dickinson – Klaver
- Rocky Dijon – Conga
- Nicky Hopkins – Klaver
- Bobby Keys – Saxofon
- Jimmy Miller – Perkussion
- Jack Nitzsche – Klaver
- Billy Preston – Orgel
- Jim Price – Trompet, Klaver
- Ian Stewart – Klaver

### Fodnote
1. ↑  Stargroves - Wikipedia, the free encyclopedia